# Serie A1 1995-1996 (pallavolo maschile)

Ron Zwerver, schiacciatore del Treviso campione d'Italia, qui contro il muro a due della Daytona nella gara di regular season del 21 gennaio 1996.

La Serie A1 maschile FIPAV 1995-96 fu la 51ª edizione della manifestazione organizzata dalla FIPAV. La regular season si svolse tra il 24 settembre 1995 e il 25 febbraio 1996.

## Regolamento
Le 12 squadre partecipanti disputarono un girone unico con partite di andata e ritorno, cui fecero seguito i play-off scudetto, ai quali presero parte, le prime otto classificate al termine della regular season; ad ogni turno, le squadre perdenti furono raggruppate in una seconda serie di gare ad eliminazione diretta. La squadra imbattuta (che partì di diritto dall'1-0) e la vincitrice del tabellone "perdenti" si affrontarono poi in finale. Le squadre classificate all'11º e al 12º posto retrocessero in Serie A2.

## Avvenimenti
L'inizio del campionato italiano maschile di pallavolo fu fissato per il 24 settembre, con la prima giornata. Il girone d'andata terminò poi il 10 dicembre.
Il girone di ritorno iniziò il 17 dicembre e durante la settimana tra la 12ª e la 13ª giornata, fu disputata a Firenze la fase finale di Coppa Italia. La regular season terminò poi domenica 25 febbraio.
Il 27 febbraio presero il via i play-off per l'assegnazione dello scudetto, che si conclusero il 23 marzo a Cuneo, con l'affermazione della Sisley Treviso sui padroni di casa. Retrocessero la Capurso Gioia del Colle e la Wuber Schio, quest'ultima per peggiore quoziente set nei confronti della Jeans Hatù Bologna.

## Le squadre partecipanti
Le squadre partecipanti furono 12: la Las Daytona Modena era campione uscente, mentre la Com Cavi Multimedia Napoli era neopromossa dalla Serie A2. Alle rinunce della neopromossa Ferrara e di Milano sopperirono i ripescaggi della Lube Banca Marche Macerata e della MTA Padova.
| Squadra                     | Stagioni in Serie A1 | Allenatore          | Campo di gioco                   |
| --------------------------- | -------------------- | ------------------- | -------------------------------- |
| Alpitour Traco Cuneo        | 7                    | Silvano Prandi      | Palazzetto dello Sport di Cuneo  |
| Capurso Gioia del Colle     | 2                    | Francesco Dall'Olio | Palasport di Gioia del Colle, BA |
| Cariparma Parma             | 49                   | Kim Ho Chul         | PalaRaschi di Parma              |
| Com Cavi Multimedia Napoli  | 1                    | Eduardo Pizzichillo | PalaArgento di Napoli            |
| Edilcuoghi Ravenna          | 24                   | Daniele Ricci       | PalaDeAndrè di Ravenna           |
| Gabeca Galatron Montichiari | 9                    | Andrea Anastasi     | PalaGeorge di Montichiari, BS    |
| Jeans Hatù Bologna          | 13                   | Maurizio Menarini   | PalaDozza di Bologna             |
| Las Daytona Modena          | 28                   | Daniele Bagnoli     | PalaPanini di Modena             |
| Lube Banca Marche Macerata  | 1                    | Vincenzo Di Pinto   | PalaFontescodella di Macerata    |
| MTA Padova                  | 20                   | Jurij Sapega        | PalaBernhardsson di Padova       |
| Sisley Treviso              | 8                    | Gian Paolo Montali  | PalaVerde di Villorba, TV        |
| Wuber Schio                 | 4                    | Nerio Zanetti       | PalaCampagnola di Schio, VI      |

## Classifica
| Pos. | Squadra                     | Pt | G  | V  | P  | SV | SP |
| ---- | --------------------------- | -- | -- | -- | -- | -- | -- |
| 1.   | Alpitour Traco Cuneo        | 38 | 22 | 19 | 3  | 60 | 21 |
| 2.   | Las Daytona Modena          | 38 | 22 | 19 | 3  | 62 | 24 |
| 3.   | Sisley Treviso              | 32 | 22 | 16 | 6  | 55 | 25 |
| 4.   | Edilcuoghi Ravenna          | 32 | 22 | 16 | 6  | 54 | 33 |
| 5.   | Cariparma Parma             | 26 | 22 | 13 | 9  | 46 | 34 |
| 6.   | Gabeca Galatron Montichiari | 22 | 22 | 11 | 11 | 45 | 43 |
| 7.   | MTA Padova                  | 16 | 22 | 8  | 14 | 36 | 49 |
| 8.   | Lube Banca Marche Macerata  | 16 | 22 | 8  | 14 | 34 | 47 |
| 9.   | Com Cavi Multimedia Napoli  | 14 | 22 | 7  | 15 | 30 | 52 |
| 10.  | Jeans Hatù Bologna          | 12 | 22 | 6  | 16 | 30 | 52 |
| 11.  | Wuber Schio                 | 12 | 22 | 6  | 16 | 26 | 57 |
| 12.  | Capurso Gioia del Colle     | 6  | 22 | 3  | 19 | 19 | 60 |

| Ammesse ai play-off scudetto | Retrocesse in Serie A2 |

## Risultati

### Tabellone
|                 | Bologna | Cuneo | Gioia del Colle | Macerata | Modena | Montichiari | Napoli | Padova | Parma | Ravenna | Schio | Treviso |
| --------------- | ------- | ----- | --------------- | -------- | ------ | ----------- | ------ | ------ | ----- | ------- | ----- | ------- |
| Bologna         | XXX     | 0-3   | 1-3             | 3-1      | 2-3    | 1-3         | 0-3    | 3-0    | 3-2   | 0-3     | 2-3   | 0-3     |
| Cuneo           | 3-1     | XXX   | 3-0             | 3-0      | 1-3    | 3-1         | 3-1    | 3-0    | 3-2   | 3-2     | 3-0   | 3-0     |
| Gioia del Colle | 0-3     | 0-3   | XXX             | 3-0      | 0-3    | 2-3         | 2-3    | 0-3    | 0-3   | 2-3     | 2-3   | 0-3     |
| Macerata        | 3-0     | 3-0   | 3-0             | XXX      | 3-2    | 2-3         | 3-1    | 2-3    | 0-3   | 2-3     | 3-0   | 0-3     |
| Modena          | 3-0     | 3-2   | 3-0             | 3-0      | XXX    | 3-2         | 3-0    | 3-1    | 3-0   | 2-3     | 3-1   | 3-1     |
| Montichiari     | 3-1     | 1-3   | 3-1             | 3-0      | 0-3    | XXX         | 2-3    | 2-3    | 3-1   | 3-0     | 3-1   | 1-3     |
| Napoli          | 0-3     | 0-3   | 2-3             | 3-1      | 0-3    | 3-0         | XXX    | 3-2    | 1-3   | 2-3     | 3-0   | 0-3     |
| Padova          | 3-1     | 2-3   | 3-0             | 3-1      | 2-3    | 3-1         | 3-1    | XXX    | 1-3   | 1-3     | 3-0   | 0-3     |
| Parma           | 3-2     | 0-3   | 3-0             | 3-0      | 1-3    | 3-1         | 3-0    | 3-0    | XXX   | 0-3     | 3-0   | 3-2     |
| Ravenna         | 3-1     | 0-3   | 3-0             | 3-1      | 1-3    | 3-0         | 3-0    | 3-1    | 3-1   | XXX     | 3-1   | 2-3     |
| Schio           | 1-3     | 1-3   | 3-1             | 0-3      | 1-3    | 3-2         | 3-0    | 3-2    | 0-3   | 1-3     | XXX   | 0-3     |
| Treviso         | 3-0     | 1-3   | 3-0             | 2-3      | 3-1    | 1-3         | 3-1    | 3-0    | 3-0   | 3-1     | 3-1   | XXX     |

### Calendario
| Prima giornata, 24 settembre |                             |     |                           |
|                              |                             |     |                           |
|                              | Bologna-Treviso             | 0-3 | 5-15, 8-15, 11-15         |
|                              | Cuneo-Macerata              | 3-0 | 16-14, 15-13, 15-9        |
|                              | Montichiari-Gioia del Colle | 3-1 | 11-15, 15-11, 15-9, 15-5  |
|                              | Napoli-Modena               | 0-3 | 4-15, 10-15, 4-15         |
|                              | Padova-Parma                | 1-3 | 14-16, 15-9, 6-15, 5-15   |
|                              | Schio-Ravenna               | 1-3 | 11-15, 16-14, 7-15, 13-15 |

| Seconda giornata, 1º ottobre |                       |     |                                  |
|                              |                       |     |                                  |
|                              | Gioia del Colle-Schio | 2-3 | 12-15, 15-11, 15-12, 10-15, 9-15 |
|                              | Macerata-Padova       | 2-3 | 5-15, 15-10, 12-15, 16-14, 15-17 |
|                              | Modena-Bologna        | 3-0 | 15-1, 15-5, 15-11                |
|                              | Parma-Cuneo           | 0-3 | 9-15, 11-15, 7-15                |
|                              | Ravenna-Montichiari   | 3-0 | 15-13, 15-12, 15-13              |
|                              | Treviso-Napoli        | 3-1 | 15-7, 15-7, 12-15, 15-6          |

| Terza giornata, 8 ottobre |                         |     |                                  |
|                           |                         |     |                                  |
|                           | Bologna-Parma           | 3-2 | 15-12, 15-11, 14-16, 7-15, 15-10 |
|                           | Cuneo-Padova            | 3-0 | 15-13, 15-12, 15-10              |
|                           | Montichiari-Modena      | 0-3 | 8-15, 9-15, 8-15                 |
|                           | Napoli-Ravenna          | 2-3 | 15-12, 5-15, 15-12, 12-15, 11-15 |
|                           | Schio-Macerata          | 0-3 | 4-15, 6-15, 7-15                 |
|                           | Treviso-Gioia del Colle | 3-0 | 15-8, 15-3, 15-7                 |

| Quarta giornata, 15 ottobre |                       |      |                                 |
|                             |                       |      |                                 |
|                             | Gioia del Colle-Cuneo | 0-3  | 5-15, 10-15, 10-15              |
|                             | Macerata-Bologna      | 3-0  | 15-12, 15-13, 15-6              |
|                             | Modena-Schio          | 3-1  | 15-2, 15-17, 15-8, 15-13        |
|                             | Padova-Montichiari    | '0-3 | 13-15, 10-15, 4-15              |
|                             | Parma-Napoli          | 3-0  | 15-5, 15-9, 15-9                |
|                             | Ravenna-Treviso       | 2-3  | 15-7, 13-15, 13-15, 15-7, 11-15 |

| Quinta giornata, 23 ottobre |                         |     |                                  |
|                             |                         |     |                                  |
|                             | Bologna-Gioia del Colle | 1-3 | 14-16, 15-5, 10-15, 13-15        |
|                             | Montichiari-Cuneo       | 1-3 | 15-7, 9-15, 11-15, 5-15          |
|                             | Napoli-Macerata         | 3-1 | 12-15, 15-7, 15-13, 15-7         |
|                             | Ravenna-Modena          | 1-3 | 11-15, 15-12, 2-15, 9-15         |
|                             | Schio-Padova            | 3-2 | 15-12, 4-15, 15-11, 13-15, 15-13 |
|                             | Treviso-Parma           | 3-0 | 17-16, 15-2, 15-9                |

| Sesta giornata, 29 ottobre |                        |     |                                |
|                            |                        |     |                                |
|                            | Cuneo-Schio            | 3-0 | 15-9, 15-5, 15-10              |
|                            | Gioia del Colle-Napoli | 2-3 | 15-7, 10-15, 8-15, 15-12, 8-15 |
|                            | Macerata-Montichiari   | 2-3 | 14-16, 9-15, 15-4, 15-11, 9-15 |
|                            | Modena-Treviso         | 3-1 | 17-15, 15-4, 6-15, 15-7        |
|                            | Padova-Bologna         | 3-1 | 8-15, 15-12, 15-10, 15-9       |
|                            | Parma-Ravenna          | 0-3 | 12-15, 11-15, 9-15             |

| Settima giornata, 1º novembre |                         |     |                                  |
|                               |                         |     |                                  |
|                               | Bologna-Cuneo           | 0-3 | 5-15, 6-15, 11-15                |
|                               | Modena-Parma            | 3-0 | 15-13, 15-11, 15-12              |
|                               | Napoli-Padova           | 3-2 | 16-14, 15-17, 10-15, 15-9, 15-10 |
|                               | Ravenna-Gioia del Colle | 3-0 | 15-4, 15-8, 15-6                 |
|                               | Schio-Montichiari       | 3-2 | 15-13, 12-15, 15-10, 5-15, 15-13 |
|                               | Treviso-Macerata        | 2-3 | 13-15, 10-15, 16-14, 15-0, 13-15 |

| Ottava giornata, 5 novembre |                        |     |                                 |
|                             |                        |     |                                 |
|                             | Cuneo-Napoli           | 3-1 | 15-9, 15-4, 13-15, 15-10        |
|                             | Gioia del Colle-Modena | 0-3 | 5-15, 7-15, 9-15                |
|                             | Macerata-Ravenna       | 2-3 | 12-15, 12-15, 15-6, 15-10, 7-15 |
|                             | Montichiari-Bologna    | 3-1 | 13-15, 15-3, 15-12, 15-9        |
|                             | Padova-Treviso         | 0-3 | 9-15, 4-15, 14-16               |
|                             | Parma-Schio            | 3-0 | 15-4, 15-8, 15-13               |

| Nona giornata, 12 novembre |                       |     |                           |
|                            |                       |     |                           |
|                            | Modena-Macerata       | 3-0 | 15-9, 15-7, 15-5          |
|                            | Napoli-Montichiari    | 3-0 | 15-9, 15-9, 15-7          |
|                            | Parma-Gioia del Colle | 3-0 | 15-5, 15-4, 15-5          |
|                            | Ravenna-Padova        | 3-1 | 15-7, 17-15, 10-15, 15-12 |
|                            | Schio-Bologna         | 1-3 | 15-8, 13-15, 8-15, 8-15   |
|                            | Treviso-Cuneo         | 1-3 | 9-15, 15-5, 10-15, 7-15   |

| Decima giornata, 8 dicembre |                          |     |                                  |
|                             |                          |     |                                  |
|                             | Bologna-Napoli           | 0-3 | 12-15, 5-15, 12-15               |
|                             | Cuneo-Ravenna            | 3-2 | 16-14, 8-15, 5-15, 15-10, 15-10  |
|                             | Macerata-Gioia del Colle | 3-0 | 15-9, 15-8, 15-2                 |
|                             | Montichiari-Parma        | 3-1 | 15-9, 13-15, 16-14, 15-11        |
|                             | Padova-Modena            | 2-3 | 16-14, 4-15, 11-15, 15-11, 14-16 |
|                             | Schio-Treviso            | 0-3 | 10-15, 11-15, 8-15               |

| Undicesima giornata, 10 dicembre |                        |     |                                   |
|                                  |                        |     |                                   |
|                                  | Gioia del Colle-Padova | 0-3 | 7-15, 0-15, 4-15                  |
|                                  | Modena-Cuneo           | 3-2 | 11-15, 15-12, 15-12, 14-16, 19-17 |
|                                  | Napoli-Schio           | 3-0 | 15-12, 15-7, 15-9                 |
|                                  | Parma-Macerata         | 3-0 | 16-14, 15-6, 15-10                |
|                                  | Ravenna-Bologna        | 3-1 | 15-10, 7-15, 15-2, 15-5           |
|                                  | Treviso-Montichiari    | 1-3 | 9-15, 15-9, 12-15, 16-17          |

| Dodicesima giornata, 17 dicembre |                             |     |                                 |
|                                  |                             |     |                                 |
|                                  | Gioia del Colle-Montichiari | 2-3 | 15-13, 6-15, 15-13, 4-15, 17-19 |
|                                  | Macerata-Cuneo              | 3-0 | 15-10, 15-13, 15-12             |
|                                  | Modena-Napoli               | 3-0 | 15-4, 15-7, 15-10               |
|                                  | Parma-Padova                | 3-0 | 15-3, 15-10, 15-13              |
|                                  | Ravenna-Schio               | 3-1 | 13-15, 15-7, 16-14, 15-8        |
|                                  | Treviso-Bologna             | 3-0 | 15-8, 15-11, 15-5               |

| Tredicesima giornata, 23 dicembre |                       |     |                                   |
|                                   |                       |     |                                   |
|                                   | Bologna-Modena        | 2-3 | 12-15, 11-15, 15-11, 16-14, 13-15 |
|                                   | Cuneo-Parma           | 3-2 | 15-7, 11-15, 17-16, 7-15, 15-12   |
|                                   | Montichiari-Ravenna   | 3-0 | 15-9, 15-11, 15-11                |
|                                   | Napoli-Treviso        | 0-3 | 8-15, 9-15, 5-15                  |
|                                   | Padova-Macerata       | 3-1 | 13-15, 15-4, 15-6, 15-6           |
|                                   | Schio-Gioia del Colle | 3-1 | 7-15, 15-10, 15-2, 15-9           |

| Quattordicesima giornata, 30 dicembre |                         |     |                                |
|                                       |                         |     |                                |
|                                       | Gioia del Colle-Treviso | 2-3 | 8-15, 10-15, 14-16             |
|                                       | Macerata-Schio          | 3-0 | 15-9, 15-9, 15-2               |
|                                       | Modena-Montichiari      | 3-2 | 7-15, 2-15, 15-4, 15-7, 15-12  |
|                                       | Padova-Cuneo            | 2-3 | 14-16, 15-12, 8-15, 15-8, 7-15 |
|                                       | Parma-Bologna           | 3-2 | 15-11, 9-15, 15-8, 9-15, 15-8  |
|                                       | Ravenna-Napoli          | 3-0 | 15-12, 15-12, 15-7             |

| Quindicesima giornata, 7 gennaio |                       |     |                                   |
|                                  |                       |     |                                   |
|                                  | Bologna-Macerata      | 3-1 | 15-9, 6-15, 15-13, 15-4           |
|                                  | Cuneo-Gioia del Colle | 3-0 | 15-4, 15-3, 15-7                  |
|                                  | Montichiari-Padova    | 2-3 | 13-15, 16-14, 13-15, 15-11, 10-15 |
|                                  | Napoli-Parma          | 1-3 | 10-15, 14-16, 15-9, 7-15          |
|                                  | Schio-Modena          | 1-3 | 8-15, 15-10, 10-15, 10-15         |
|                                  | Treviso-Ravenna       | 3-1 | 15-8, 13-15, 15-9, 15-6           |

| Sedicesima giornata, 14 gennaio |                         |     |                                  |
|                                 |                         |     |                                  |
|                                 | Cuneo-Montichiari       | 3-1 | 10-15, 15-9, 15-9, 15-10         |
|                                 | Gioia del Colle-Bologna | 0-3 | 7-15, 14-16, 16-17               |
|                                 | Macerata-Napoli         | 3-1 | 14-16, 15-10, 15-13, 15-9        |
|                                 | Modena-Ravenna          | 2-3 | 6-15, 15-17, 15-3, 15-13, 12-15  |
|                                 | Padova-Schio            | 3-0 | 15-3, 15-7, 15-10                |
|                                 | Parma-Treviso           | 3-2 | 17-15, 13-15, 15-8, 16-17, 15-13 |

| Diciassettesima giornata, 21 gennaio |                        |     |                                 |
|                                      |                        |     |                                 |
|                                      | Bologna-Padova         | 3-0 | 16-14, 15-3, 16-14              |
|                                      | Montichiari-Macerata   | 3-0 | 16-14, 16-14, 15-8              |
|                                      | Napoli-Gioia del Colle | 2-3 | 15-10, 15-8, 5-15, 13-15, 13-15 |
|                                      | Ravenna-Parma          | 3-1 | 3-15, 15-7, 15-13, 15-11        |
|                                      | Schio-Cuneo            | 1-3 | 11-15, 15-3, 5-15, 9-15         |
|                                      | Treviso-Modena         | 3-1 | 15-13, 11-15, 15-5, 15-12       |

| Diciottesima giornata, 28 gennaio |                         |     |                                   |
|                                   |                         |     |                                   |
|                                   | Cuneo-Bologna           | 3-1 | 15-6, 16-14, 11-15, 15-9          |
|                                   | Gioia del Colle-Ravenna | 2-3 | 11-15, 16-14, 12-15, 15-12, 12-15 |
|                                   | Macerata-Treviso        | 0-3 | 10-15, 10-15, 8-15                |
|                                   | Montichiari-Schio       | 3-1 | 1-15, 15-7, 15-11, 16-14          |
|                                   | Padova-Napoli           | 3-1 | 8-15, 15-1, 15-10, 15-4           |
|                                   | Parma-Modena            | 1-3 | 15-13, 12-15, 5-15, 13-15         |

| Diciannovesima giornata, 4 febbraio |                        |     |                         |
|                                     |                        |     |                         |
|                                     | Bologna-Montichiari    | 1-3 | 9-15, 16-14, 9-15, 7-15 |
|                                     | Modena-Gioia del Colle | 3-0 | 15-10, 15-6, 15-7       |
|                                     | Napoli-Cuneo           | 0-3 | 5-15, 9-15, 14-16       |
|                                     | Ravenna-Macerata       | 3-1 | 6-15, 15-7, 15-10, 15-8 |
|                                     | Schio-Parma            | 0-3 | 12-15, 11-15, 8-15      |
|                                     | Treviso-Padova         | 3-0 | 15-4, 15-4, 15-9        |

| Ventesima giornata, 11 febbraio |                       |     |                                  |
|                                 |                       |     |                                  |
|                                 | Bologna-Schio         | 2-3 | 15-17, 15-12, 15-12, 4-15, 12-15 |
|                                 | Cuneo-Treviso         | 3-0 | 15-9, 15-8, 10-15                |
|                                 | Gioia del Colle-Parma | 0-3 | 5-15, 8-15, 10-15                |
|                                 | Macerata-Modena       | 3-2 | 11-15, 15-7, 14-16, 17-15, 15-11 |
|                                 | Montichiari-Napoli    | 2-3 | 10-15, 15-12, 15-12, 4-15, 12-15 |
|                                 | Padova-Ravenna        | 1-3 | 14-16, 15-11, 14-16, 11-15       |

| Ventunesima giornata, 18 febbraio |                          |     |                           |
|                                   |                          |     |                           |
|                                   | Gioia del Colle-Macerata | 3-0 | 15-10, 15-7, 15-3         |
|                                   | Modena-Padova            | 3-1 | 12-15, 15-7, 15-9, 15-10  |
|                                   | Napoli-Bologna           | 0-3 | 7-15, 15-17, 5-15         |
|                                   | Parma-Montichiari        | 3-1 | 11-15, 15-10, 15-3, 15-10 |
|                                   | Ravenna-Cuneo            | 0-3 | 13-15, 4-15, 8-15         |
|                                   | Treviso-Schio            | 3-1 | 8-15, 15-9, 15-4          |

| Ventiduesima giornata, 25 febbraio |                        |     |                         |
|                                    |                        |     |                         |
|                                    | Bologna-Ravenna        | 0-3 | 11-15, 13-15, 13-15     |
|                                    | Cuneo-Modena           | 1-3 | 14-16, 8-15, 15-4, 5-15 |
|                                    | Macerata-Parma         | 0-3 | 13-15, 8-15, 11-15      |
|                                    | Montichiari-Treviso    | 1-3 | 15-8, 4-15, 10-15, 8-15 |
|                                    | Padova-Gioia del Colle | 3-0 | 15-1, 15-2, 15-13       |
|                                    | Schio-Napoli           | 3-0 | 15-11, 15-9, 16-14      |